# Mongiardino Ligure
Mongiardino Ligure là một đô thị ở tỉnh Alessandria trong vùng Piedmont của Italia, có vị trí cách khoảng 120 km về phía đông nam của Torino và khoảng 50 km về phía đông nam của Alessandria. Tại thời điểm ngày 31 tháng 12 năm 2004, đô thị này có dân số 193 người và diện tích là 29,1 km².
Đô thị Mongiardino Ligure có các frazioni (các đơn vị cấp dưới, chủ yếu là các làng) Salata, Maggiolo, Vergagni, Rovello Inferiore, Montemanno, và Gordena.
Mongiardino Ligure giáp các đô thị: Cabella Ligure, Carrega Ligure, Isola del Cantone, Roccaforte Ligure, Rocchetta Ligure, và Vobbia.